# Landengte van Perekop

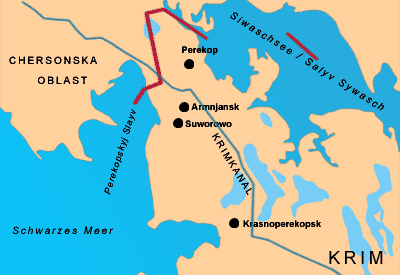
Kaart van de landengte

De Landengte van Perekop of de Istmus van Perekop (Krim-Tataars: Or boynu) is een smalle strook land (landengte) tussen het schiereiland Krim en het Oekraïense vasteland, genoemd naar de plaats Perekop, en de hier gelegen verdedigingsgreppel (Russisch: perekop, doorgraving). De strook is tussen de vijf en acht kilometer breed en scheidt de Zwarte Zee van de Zee van Azov. Ten zuiden van de landengte bevinden zich veel zoutafzettingen die van oudsher van belang waren voor de economie binnen het gebied.
Door het strategische en economische belang van de ligging vonden er door de geschiedenis heen meerdere malen bloedige veldslagen plaats voor de verovering van de Krim.
De Grieken en Krim-Tataren ontwikkelden het gebied. Tot de 15e eeuw bevond zich er een Genuese handelskolonie. In 1783 kwam het gebied bij het Russische Rijk, in 1954 bij de Oekraïense SSR en in 1991 bij Oekraïne.
Tijdens de Russische Burgeroorlog vond er in 1920 een beslissende slag plaats tussen het Rode Leger en de Witten onder leiding van Pjotr Wrangel, waarbij het Rode Leger won en waarna ongeveer 140.000 mensen vluchtten over de Zwarte Zee naar Istanboel. De Krim werd daarop een sovjetrepubliek.
In de Tweede Wereldoorlog speelde het gebied een belangrijke rol in de verovering van de Krim door de Wehrmacht, die samen met het Roemeense Leger het door het Rode Leger zwaar verdedigde gebied aanviel in 1941. Het Duitse 11e Leger onder leiding van Manstein veroverde het na een bloedige strijd tussen 24 september en 27 oktober om daarna de rest van de Krim relatief snel te veroveren. Op 9 mei 1944 heroverde het Rode Leger het.
De Sovjet-Oekraïense filmmaker Ivan Kavaleridze maakte in 1930 een film genaamd Perekop en de Oekraïense schrijver en filosoof Oles Hontsjar schreef in 1952 een roman over de burgeroorlog genaamd Perekop. Sinds de Russische annexatie van de Krim in 2014 vormt de landengte de facto de grens tussen beide landen en is het gebied nog sterker gemilitariseerd.